# Holandia na Zimowych Igrzyskach Olimpijskich 1948
Holandię na Zimowych Igrzyskach Olimpijskich 1948 reprezentowało czterech zawodników (sami mężczyźni). Startowali tylko w jednej dyscyplinie: łyżwiarstwie szybkim. Był to trzeci start reprezentacji Holandii na zimowych igrzyskach olimpijskich.

## SKład kadry

### Łyżwiarstwo szybkie
Mężczyźni
| Zawodnik      | Konkurencja   | Konkurencja   | Konkurencja    | Konkurencja    | Konkurencja    | Konkurencja    | Konkurencja      | Konkurencja      |
| Zawodnik      | Bieg na 500 m | Bieg na 500 m | Bieg na 1500 m | Bieg na 1500 m | Bieg na 5000 m | Bieg na 5000 m | Bieg na 10 000 m | Bieg na 10 000 m |
| Zawodnik      | Czas          | Miejsce       | Czas           | Miejsce        | Czas           | Miejsce        | Czas             | Miejsce          |
| ------------- | ------------- | ------------- | -------------- | -------------- | -------------- | -------------- | ---------------- | ---------------- |
| Aad de Koning | 45,9          | 23.           | 2:25,3         | 25.            | 8:57,6         | 20.            |                  |                  |
| Anton Huiskes | 46,2          | 27.           | 2:25,0         | 24.            | 8:46,4         | 12.            | 20:16,4          | 14.              |
| Kees Broekman | 46,3          | 28.           | 2:21,0         | 9.             | 8:37,3         | 6.             | 17:54,7          | 5.               |
| Jan Langedijk | 46,4          | 29.           | 2:21,9         | 13.            | 8:36,2         | 5.             | 17:55,3          | '6.              |